# シンバーリオ
シンバーリオ（イタリア語: Simbario）は、イタリア共和国カラブリア州ヴィボ・ヴァレンツィア県にある、人口約1,000人の基礎自治体（コムーネ）。

## 地理

### 位置・広がり

#### 隣接コムーネ
隣接するコムーネは以下の通り。括弧内のCZはカタンザーロ県所属を示す。
- ブロニャトゥーロ
- カルディナーレ (CZ)
- ピッツォーニ
- ソリアネッロ
- スパードラ
- トッレ・ディ・ルッジェーロ (CZ)
- ヴァッレロンガ
- ヴァッツァーノ